# Desiderato di Besançon
Desiderato (... – Lons-le-Saunier, V secolo) fu vescovo di Besançon probabilmente nel V secolo, venerato come santo dalla Chiesa cattolica.

## Biografia
Nulla si conosce di questo santo. Negli antichi cataloghi episcopali dell'arcidiocesi di Besançon il suo nome compare tra il 10º e il 12º posto, in una serie di santi vescovi non documentati storicamente. Gli estremi cronologici in cui si potrebbe collocare il suo episcopato sono il 346, anno in cui è documentato il vescovo Pancrazio (o Pancario), il 6º o 7º delle liste episcopali, e il 444 circa, anno in cui appare il vescovo Chelidonio, 13º, 14º o 15º dei cataloghi. Si può dedurre che il suo episcopato si svolse agli inizi del V secolo. L'unico dato certo della sua vita è che morì e fu sepolto a Lons-le-Saunier nei pressi di Besançon.
Sorgono dubbi sulla reale appartenenza di Desiderato alla serie dei vescovi di Besançon. Secondo alcuni autori si tratterebbe in realtà di un santo venerato nella regione, che fu inserito nei cataloghi episcopali bisontini per colmare i vuoti presenti nella serie dei vescovi di quella sede vescovile.
In un antico calendario liturgico della Franca Contea san Desiderato è commemorato il 27 luglio. Ignoto al Martirologio Romano redatto dal Baronio, Il suo culto fu confermato da papa Leone XIII il 24 novembre 1900.
Il suo nome è stato inserito nel nuovo Martirologio Romano, riformato a norma dei decreti del Concilio Vaticano II, dove è ricordato con queste parole: